# Ciriaco Morón
Ciriaco Morón Arroyo (Pastrana, Guadalajara; 8 de agosto de 1935) es un filólogo y profesor español.

## Trayectoria académica
Ha sido desde 1971 hasta su jubilación catedrático “Emerson Hinchliff” de Estudios Hispánicos en la Universidad Cornell (Ithaca, New York, USA) y es actualmente investigador honorario en el Grupo de Análisis del Discurso del Centro de Ciencias Humanas y Sociales del Consejo Superior de Investigaciones Científicas (Madrid). Es doctor honoris causa en Letras Humanas por la Universidad de St. Joseph de Filadelfia.
Especialista en Literatura española, es maestro en la línea metodológica de Historia de las ideas. Ha escrito sobre autores y textos de todas las épocas, pero hay temas recurrentes que se pueden señalar en su producción: la epistemología de las Humanidades, Cervantes y el Siglo de Oro (de su edición de La Vida es sueño de Pedro Calderón de la Barca, ha hecho la editorial Cátedra 16 reimpresiones), la Generación del 98 y José Ortega y Gasset.

## Obras
- Abstraktion und Illumination. Probleme der Metaphysik Bonaventuras. (Dissertation), München Universität, 1963.
- El sistema de Ortega y Gasset, Madrid, Alcalá, 1968.
- Sentido  y forma de La Celestina, Madrid, Cátedra, 1974, 2ª ed. revisada, 1984.
- Nuevas meditaciones del Quijote, Madrid, Gredos, 1976.
- Calderón: pensamiento y teatro, Santander, Sociedad Menéndez Pelayo, 1982.
- El “alma de España”. Cien años de inseguridad, Oviedo, Nobel, 1996.
- Las Humanidades en la era tecnológica, Oviedo, Nobel, 1998.
- The Humanities in the Age of Technology, Washington, The Catholic University of América Press, 2001.
- Para entender el Quijote, Madrid, Rialp, 2005.